# 桃叶柃
桃叶柃（学名：Eurya prunifolia）为山茶科柃木属下的一个种。

## 扩展阅读
- 維基物種上的相關：桃叶柃